# Josep Manel Busqueta i Franco
Josep Manel Busqueta i Franco   (Sant Andreu de Llavaneres, 1973) és un pastisser, economista i assagista català, membre del col·lectiu Seminari d'Economia Crítica Taifa.

## Trajectòria
Busqueta va participar en tasques d'assessorament al govern veneçolà durant els darrers mesos del mandat d'Hugo Chávez. A partir d'aquesta experiència va publicar diversos articles sobre l'evolució de la Revolució Bolivariana en mitjans de comunicació com La Directa, Diagonal i Revista Catalunya. Des de l'economia crítica i el marxisme ha estudiat i popularitzat les teories de la crisi, i les qüestions relatives al cooperativisme i la sobirania econòmica, exercint d'aquesta manera una tasca divulgadora arreu dels Països Catalans. L'hora dels voltors, la seva primera obra en solitari, va ser el segon llibre de pensament crític més venut al sud del Principat de Catalunya durant la Diada de Sant Jordi de 2013.
De cara a les eleccions al Parlament de Catalunya de setembre de 2015, es presentà com a número tres de la circumscripció electoral de Barcelona per la candidatura Candidatura d'Unitat Popular - Crida Constituent (CUP), esdevenint diputat al Parlament de Catalunya. A la sessió d'investidura del nou president de la Generalitat Carles Puigdemont va ser un dels dos diputats de la CUP amb Gabriela Serra que es van abstenir. El 12 de gener de 2016 va formalitzar oficialment la renúncia a l'escó d'acord amb la negociació entre Junts pel Sí i la CUP.

## Obra publicada
- Todo sobre la Renta Básica, amb diversos autors (2001)
- Todo sobre la Renta Básica (2), amb diversos autors (2004)
- Crítica a la economía ortodoxa, Seminari d'Economia Crítica Taifa. Universitat Autònoma de Barcelona, Servei de Publicacions. Coord. Miren Etxezarreta (2004)
- L'hora dels voltors. La crisi explicada a una ciutadania estafada (2013)
- Conversa entre Pau Llonch i Josep Manel Busqueta. Fre d'emergència, amb Pau Llonch (Icària, 2014)
- Qui pot comprar o vendre el cel, la força de treball o l'escalfor de la terra? Antologia sobre la propietat privada i el treball assalariat, pròleg (Tigre de Paper, 2016)
- Sobiranies. Una proposta contra el capitalisme (Espai Fàbrica, 2017)
- Passar a l'ofensiva. Canvi climàtic i programa polític (Tigre de Paper, 2023)